# Crocidura guy
Crocidura guy és una espècie de musaranya endèmica del Vietnam. És molt petita (mesura 47–52,5 mm sense comptar la cua) i el seu pelatge ventral és de color gris argentat. Té una cua llarga que fa entre el 68%–77% de la llargada del cap i el cos. Fou descrita el 2009 juntament amb C. cranbrooki i C. annamitensis, dues altres espècies d'Indoxina. El seu nom específic, guy, li fou assignat en honor del zoòleg estatunidenc Guy Graham Musser.